# 误差范围

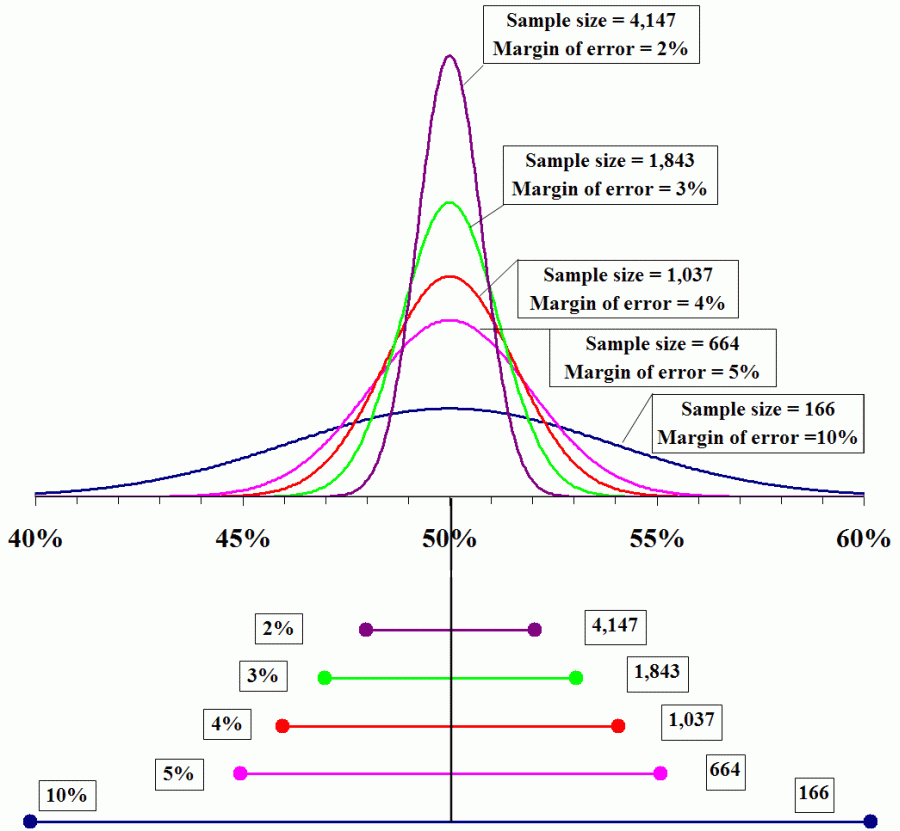
圖的上方是機率密度函數，表示真實百分比是50%的相對似然函数。下方則误差范围，對應99%的信賴區間。換句話說，別人可以99%的相信以右邊的樣本數據來抽樣，其真實百分比會在此範圍內。樣本數量越大，误差范围越小。若使用越低的信賴區間（例如95%或90%），相同樣本數以下的误差范围也會比較小（24%或36%）。

误差范围（margin of error）表达了统计结果中的随机波动的大小。这可以视为同样的问卷调查进行多次，其报告的百分比的变化的衡量。误差范围越大，该调查得到的百分比接近“真实”值（也就是在整个样本空间中的百分比）的可能性越低。
误差范围可以通过一次抽样调查得到的每个数字进行计算，除非所进行的是一次非概率抽样。对于以百分比表达的结果，经常可以计算一个最大误差范围，它适用于该调查的所有结果（至少所有基于整个采样的结果）。有时最大误差范围可以直接从采样的大小（回答问卷者的数量）计算。
误差范围通常在三个信度上给出；99%，95%和90%。99%这个级别是最保守的，而90%的级别是最不保守的。95%的级别最为常用。如果可信度为95％，则整个样本空间的“真实”百分比有95％的可能处于一个问卷的结果的误差范围内。等价的说，误差范围就是95％信賴區間的半径。
注意误差范围只考虑随机采样误差。它不考虑潜在的其它误差源，例如问题中的偏向性，没有被调查到的群体所带来的偏差，拒绝回答或者撒谎的人带来的误差，错误记数或者计算带来的偏差，等等。